# St. Vitus (Langendorf)

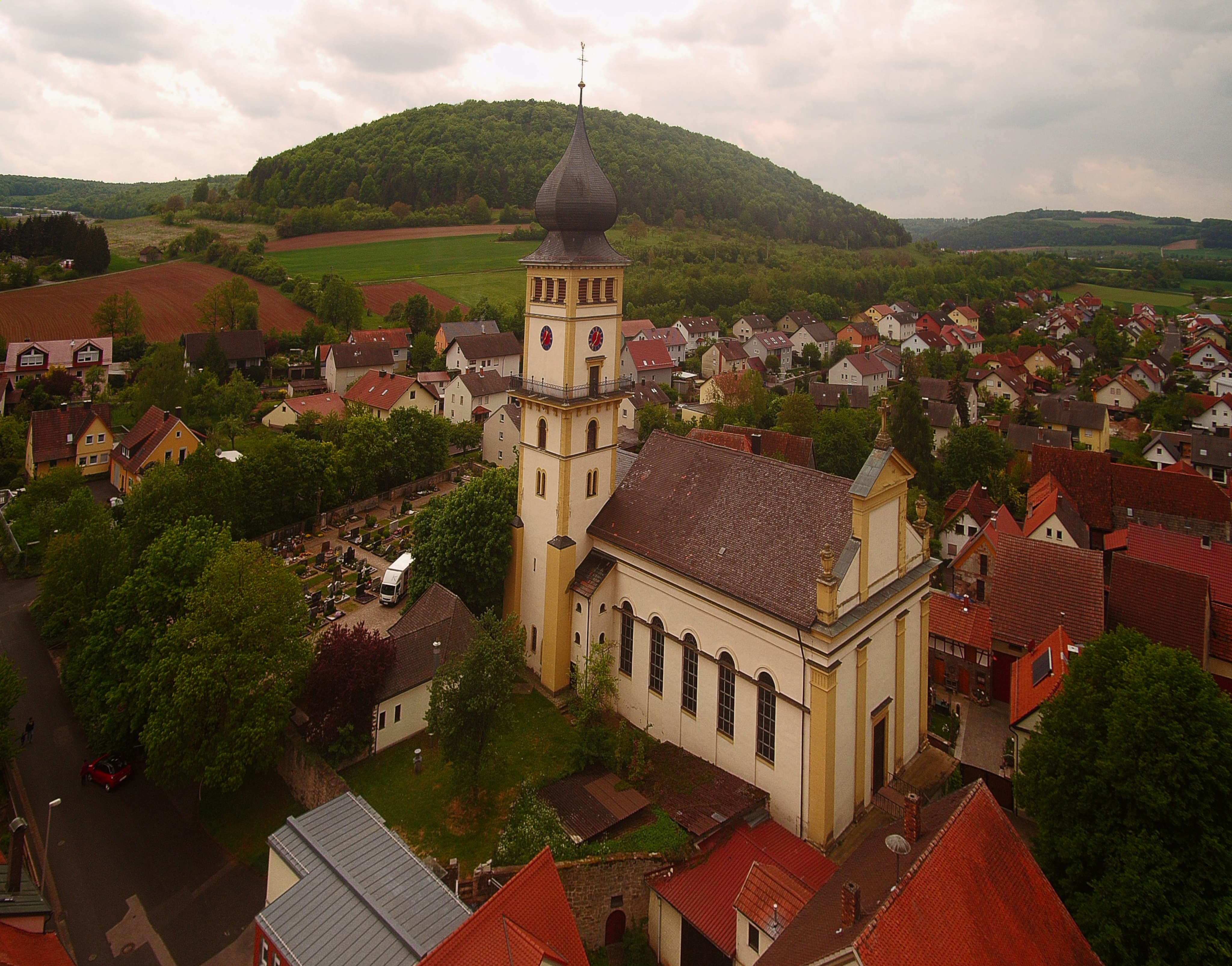
St. Vitus in Langendorf

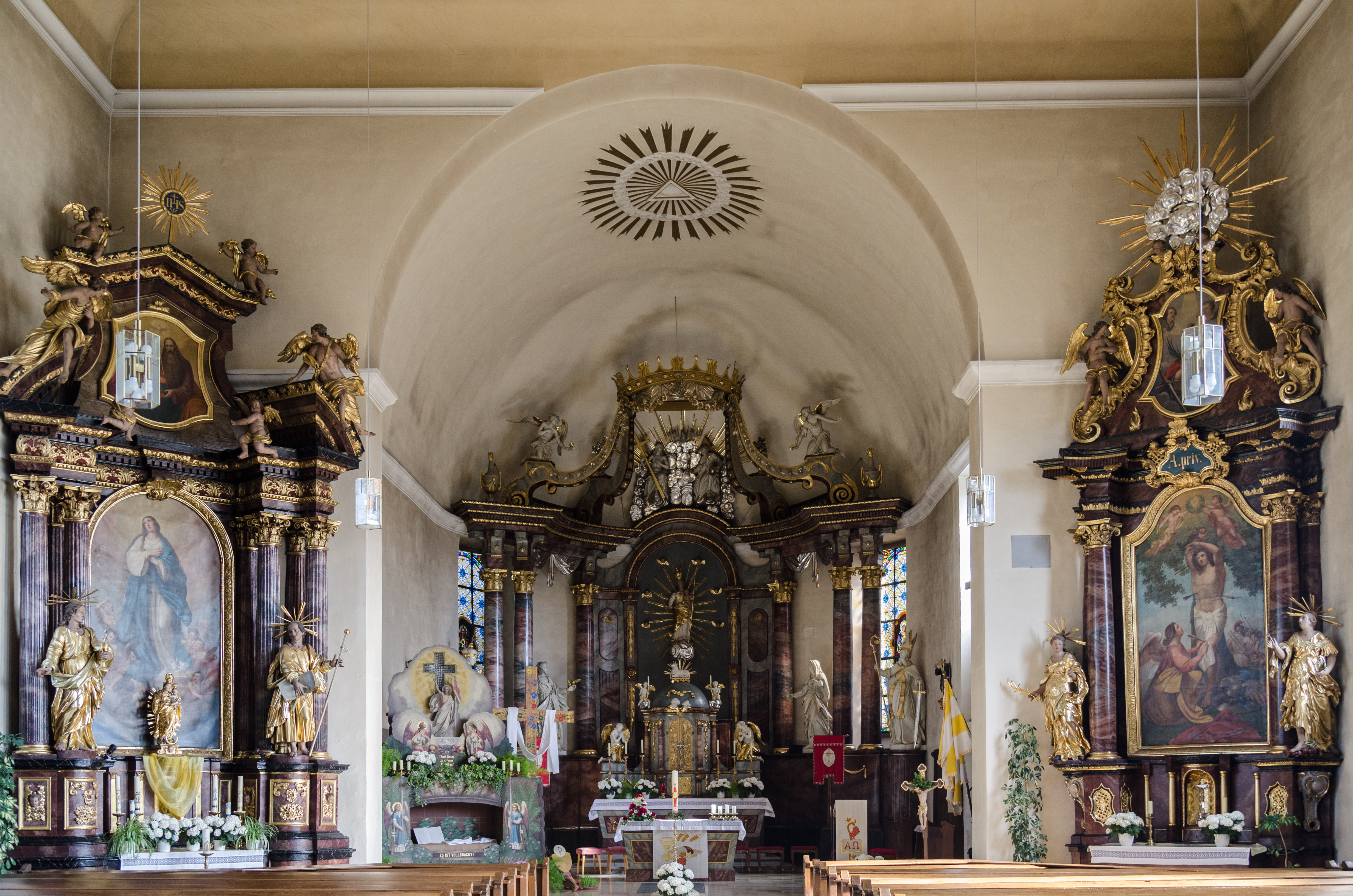
Innenraum der Kirche

Die römisch-katholische Kirche St. Vitus befindet sich in Langendorf, einem Ortsteil des in Unterfranken gelegenen Marktes Elfershausen. Sie ist dem heiligen Veit geweiht.
Die Kirche gehört zu den Baudenkmälern von Elfershausen und ist unter der Nummer D-6-72-121-28 in der Bayerischen Denkmalliste registriert.

## Geschichte
Für das Jahr 1025 ist im Ort bereits eine Kirche nachgewiesen, die im 14. Jahrhundert durch einen gotischen Kirchenneubau ersetzt wurde. Aus dem Chor dieser gotischen Kirche entstand das Untergeschoss des Kirchturms der heutigen St. Vitus-Kirche. In ihrer heutigen Form entstand die St. Vitus-Kirche zwischen 1825 und 1830. Die Kirche wurde am 17. Juli 1830 eingeweiht.
Der klassizistische Hochaltar entstand in Donnersdorf. Um den zentralen Kuppeltabernakel mit zwei Engeln gruppieren sich auf hohem Sockel die Heiligen Vitus, Joachim, Anna und Kilian. Sechs korinthische Säulen tragen ein Gebälk, über das sich auf vier Voluten eine Krone (Baldachin) erhebt.
Der linke Seitenaltar stand ehemals in der vom Würzburger Bischof Johann Philipp von Greiffenclau zu Vollraths in Würzburg errichteten Greiffenklau-Kapelle und zeigt als Seitenfiguren die Apostel Johannes und Philippus, die Namenspatrone des Bischofs, sowie im Altarblatt die Muttergottes.
Der rechte Seitenaltar im Barockstil entstammt der 1824 profanierten Würzburger Augustinerkirche und zeigt den  Heiligen Sebastian und seine Pflegerin Irene sowie als Seitenfiguren die Heilige Barbara und die Heilige Apollonia. Der dazugehörige Hochaltar steht in der Kirche von Ebenhausen.
Die Kanzel wurde 1825 angefertigt. Sie entstand wie der Beichtstuhl in Karlstadt. An ihr sind Reliefs der vier Evangelisten und Büsten von drei Erdteilen zu sehen.
Das Deckengemälde bildet die Himmelfahrt Mariä ab. Die Eckmedaillons zeigen wieder die vier Evangelisten, die Mittelmedaillons den heiligen Vitus (über der Kanzel) und den heiligen Kilian (gegenüber).
Über den Ursprung des Kreuzweges in der Kirche ist nichts bekannt. Die im Jahr 1859 in Würzburg entstandenen Bilder der Seitenaltäre stammen von Andreas Leimgrub.
Michael Arnolds Angebot an die Pfarrei Langendorf vom 9. November 1850, einen Taufstein in „römisch-griechischem Stil“ in „feinstem Sandstein“ (Kosten: je nach Ausführung 80 oder 100 Gulden) wurde am 9. Februar 1851 vom königlichen Landgericht Hammelburg angenommen; das Landgericht empfahl die teurere Variante Arnolds zu 100 Gulden. Der  spätklassizistische Taufstein zeigt im Relief die Taufe Jesu am Jordan. Wie der Langendorfer Pfarrer Sahlender in der Kirchenrechnung notierte, wurde der Taufstein aus dem Steinbruch von Wermerichshausen am 9. August 1851 aufgestellt. Der unbeschriftete Entwurf eines ähnlichen Taufsteins mit etwas kräftigerer Mittelsäule im Stadtarchiv Bad Kissingen lässt vermuten, dass Arnold später weitere Taufsteine angeboten hat.
Im Jahr 1901 wurde der Kirchturm auf eine Höhe von 48 Metern vergrößert. Aus diesem Anlass wurde die Vitusglocke gegossen, die heute noch im Turm hängt.  Im Jahr 1925 wurden drei neue Glocken beschafft. Im Jahr 1936 wurde die heutige Orgel der Kirche von der Firma Weise in Plattling installiert. Im Jahr 1942 wurden die neuen Glocken abgenommen. Im Jahr 1949 kam eine Weißbronzeglocke in den Turm, die schon 1952 gegen eine andere eingetauscht wurde. In den 1990er Jahren fand eine Innen- und Außenrenovierung des Kirchengebäudes sowie des Turmes statt. Der Turm erhielt zuvor bei einer Generalsanierung ein Stahlkorsett und einen neuen Glockenstuhl. 
Das Geläut umfasst seit 1952 vier Glocken,. Die Firma Czudnochowsky in Erding goss in diesem Jahr drei Euphonglocken und ergänzte so das Geläut zu einem transponierten Motiv des Liedes "Freu dich, du Himmelskönigin". Für die Vitusglocke wird bei Robert Kümmert  die von der Tabelle abweichende Meinung vertreten, dass sie in Ton b´ erklingt. Die Schlagtöne der Tabelle sind der Ortschronik entnommen.
| Nr. | Name               | Schlagton | Gewicht    | Durchm. | Höhe  | Inschrift                                                                               |
| --- | ------------------ | --------- | ---------- | ------- | ----- | --------------------------------------------------------------------------------------- |
| 1   | Christkönigsglocke | e´        | ca. 950 kg | k. A.   | k. A. | O rex gloriae, veni cum pace. - Namen von Pfarrer, Bürgermeistern usw.                  |
| 2   | Kreuzglocke        | fis´´     | ca. 650 kg | k. A.   | k. A. | Sei hl. Kreuz gegrüsset.- Vivos voco, mortuos plango, fulgura frango. - Namen wie oben. |
| 3   | Marienglocke       | gis´´     | ca. 400 kg | k. A.   | k. A. | Ave Maria gratia plena. - Namen von Pfarrer und Mitgliedern der Kirchenverwaltung.      |
| 4   | Vitusglocke        | h´        | 310 kg     | 79 cm   | 75 cm | St. Vitus martyr Christi ora pro nobis.                                                 |